# Altice USA
Altice USA (NYSE: ATUS) es una compañía de televisión por cable estadounidense. Es el quinto mayor proveedor de televisión por cable en Estados Unidos, con más de tres millones de usuarios, la mayor parte de los cuales residen en Nueva York, Nueva Jersey, Connecticut y zonas de Pennsylvania.
En 17 de septiembre de 2015, la familia Dolan ha anunciado la venta de Cablevision a la empresa holandesa Altice. Se espera que la venta se cerrará en 2016, pendiente de la aprobación de la FCC.

## Productos y Servicios
- Optimum Online, un servicio de Internet DOCSIS que ofrece velocidades de hasta 400 Mbit/s . Los suscriptores también obtienen acceso a los puntos de acceso Wi-Fi de Optimum que se encuentran dentro del área de servicio de Altice. Además, también pueden conectarse a puntos de acceso proporcionados por Charter Spectrum , Comcast y Cox en todo el país.
- Optimum Voice, un servicio telefónico de voz sobre IP (VoIP).
- Optimum TV, un servicio de cable digital .
- Suddenlink Internet, un servicio de Internet que ofrece velocidades de hasta 1 Gbit / s
- Altice Mobile, una red inalámbrica que ofrece mensajes de texto, llamadas y datos ilimitados a través de una red nacional 4G LTE;[3]

## Deportes
A través de su filial Madison Square Garden, L.P. controla el estadio Madison Square Garden en Nueva York, y los equipos de deporte profesional que juegan en él: los New York Knicks (baloncesto), los New York Rangers (hockey sobre hielo) y las New York Liberty (baloncesto femenino). La misma compañía también posee el Hartford Wolf Pack, un equipo de la liga menor profesional de hockey sobre hielo afiliado a los Rangers, y opera, aunque no posee, uno de los estadios deportivos de Connecticut: el Rentschler Field, sede del equipo de fútbol americano Connecticut Huskies.
Cablevision ostenta los derechos televisivos de los Knicks, Rangers, Liberty, New York Islanders, New Jersey Devils y Red Bull New York. Los partidos son emitidos en sus canales de cable MSG Network y MSG Plus (anteriormente FSN New York). Anteriormente tuvo los derechos de los New York Yankees, New Jersey Nets y New York Mets, que abandonaron para iniciar sus propios canales. Cablevision previamente intentó comprar los Yankees, Mets y Boston Red Sox, en parte, para controlar sus derechos de emisión.